# Cha cõng con
Cha cõng con é um filme de drama vietnamita de 2017 dirigido e escrito por Lương Đình Dũng. Foi selecionado como representante de seu país ao Oscar de melhor filme estrangeiro em 2018.

## Elenco
- Ngo The Quan
- Do Trong Tan